# Himalájai fürj
A himalájai fürj (Ophrysia superciliosa) a madarak osztályának tyúkalakúak (Galliformes) rendjébe és a fácánfélék (Phasianidae) családjába tartozó Ophrysia nem egyetlen faja.

## Rendszerezése
A fajt John Edward Gray angol ornitológus írta le 1846-ban, a Rollulus nembe Rollulus superciliosus néven, egy példány alapján, amelyet egy liverpooli madárházban tartottak. Mindössze 10 múzeumi példánya ismert, melyet még az 1860-as évek vége felé gyűjtötték, 1500 és 1800 méteres tengerszint feletti magasság között.

## Előfordulása
India északnyugati részén, a Himalája nyugati felén honos. Természetes élőhelyei a mérsékelt övi cserjések és szubtrópusi vagy trópusi magassági füves puszták. Állandó, nem vonuló faj.

## Megjelenése
Testhossza 25 centiméter.

## Természetvédelmi helyzete
Az elterjedési területe nagyon kicsi, egyedszáma 1-49 példány közötti lehet. A Természetvédelmi Világszövetség Vörös listáján súlyosan veszélyeztetett fajként szerepel. Az utolsó megbízható beszámoló ugyan 1876-ból származik, ennek ellenére meg nem erősített megfigyelésekről rendszeresen hírt adnak; a legutóbbi közlés 2010-re esett. Ezek tükrében nem lehetetlen, hogy ez a félénk, rejtőzködő madár máig is fennmaradt a Himalája roppant hegyláncai között.